# Kanalbrücke Alte Fahrt

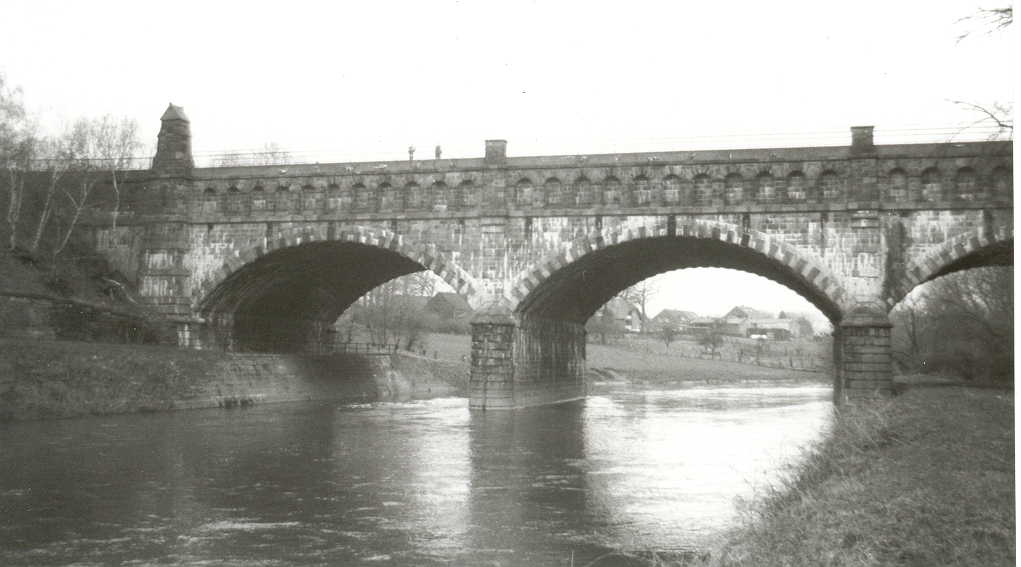
Kanalbrücke Alte Fahrt

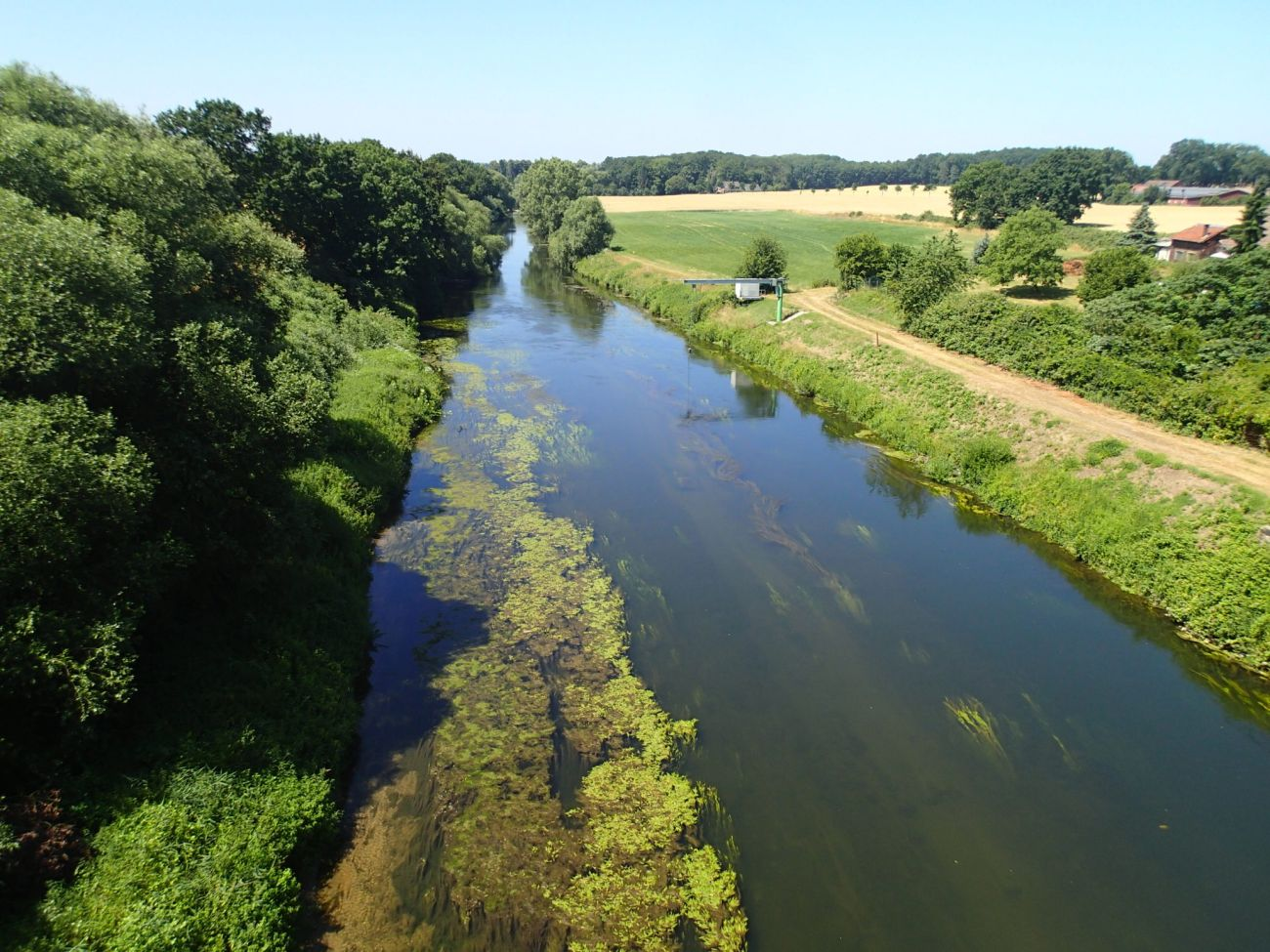
Blick von der Kanalbrücke Alte Fahrt lippeabwärts

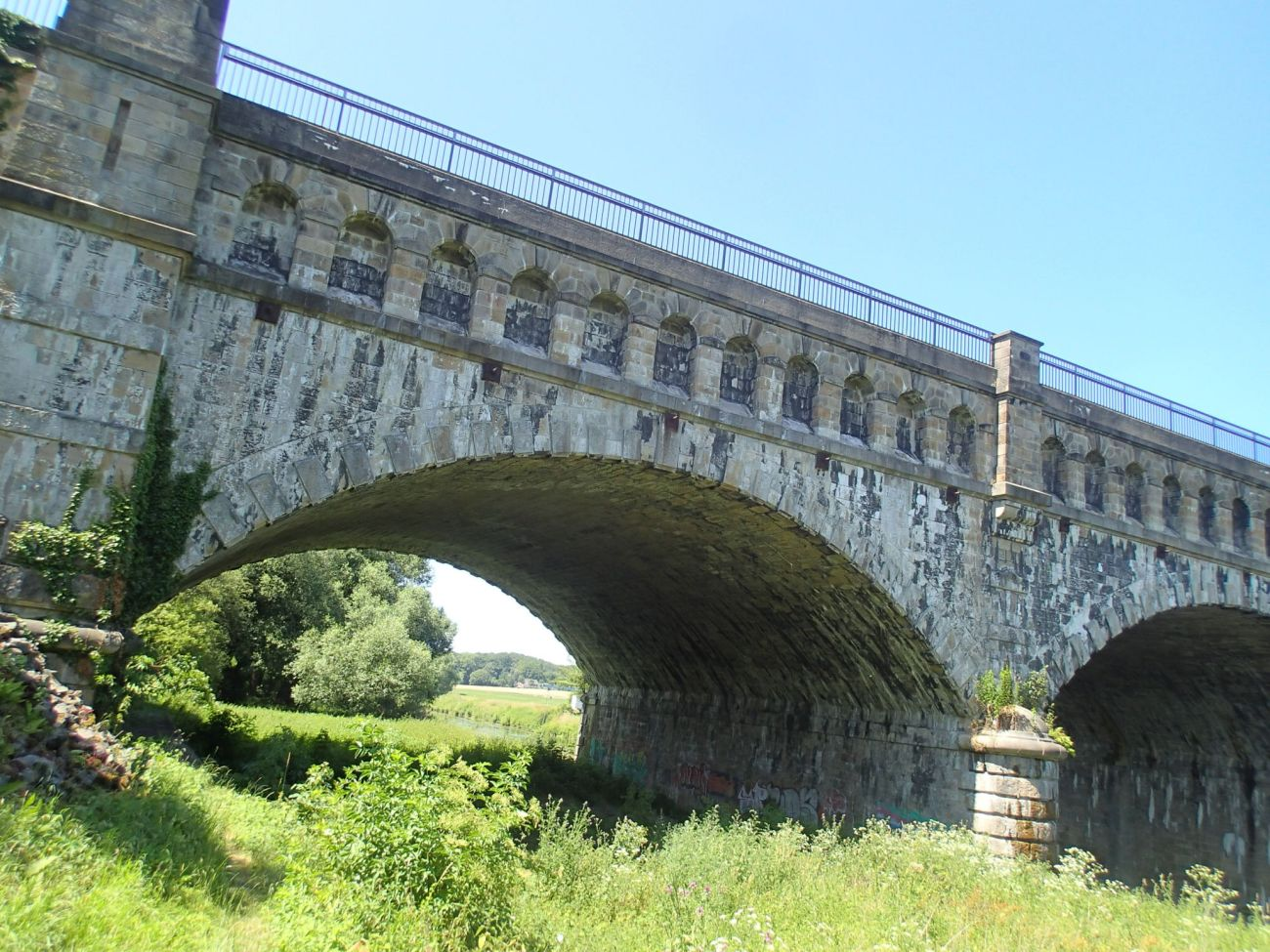
Kanalbrücke Alte Fahrt über die Lippe, Ostseite

Die Kanalbrücke Alte Fahrt führt die Alte Fahrt des Dortmund-Ems-Kanals über die Lippe. 
Die Brücke ist eines der vier historischen Brückenbauwerke der Alten Fahrt des Dortmund-Ems-Kanals (DEK) zwischen Datteln und Olfen. Weiter nördlich überquert der DEK mit der Schiefen Brücke die Oststraße in Olfen und mit einer weiteren Kanalbrücke die Stever, weiter südlich liegt die Kanalbrücke über den Pelkumer Weg. 
Die Kanalüberführung über die Lippe wurde unter Leitung des Königlich Preußischen Oberbaudirektors Karl Hinckeldeyn im Stil des Historismus entworfen und im Jahr 1895 fertiggestellt. Drei Sandsteinbögen mit einer Spannweite von 21 Metern wölben sich über die Lippe, die dort die Grenze zwischen Datteln und Olfen bildet. Die Brücke ist 18 Meter hoch, der Brückentrog 15 Meter breit und 70 Meter lang. Daneben verläuft ein Fuß- und Radweg.
Um Verluste durch Schleusungen oder Verdunstung bzw. Versickerung auszugleichen, wurde an der Brücke  seit 1897 die Wassereinspeisung in den Kanal betrieben. Dazu gab es neben der Lippe ein Bassin, aus dem mit Hilfe von Dampfmaschinen Wasser in den Kanal hinaufgepumpt wurde. 1914 wurde diese Wassereinspeisung durch die Wasserübergabe Hamm am Datteln-Hamm-Kanal ersetzt und stillgelegt. Das ehemalige Maschinenhaus ist heute in Privatbesitz, und ein Teil der Förderanlagen neben der Brücke existiert noch. 
Die Alte Fahrt und der Brückentrog sind noch mit Wasser gefüllt, allerdings durch mehrere Dämme vom Kanaldreieck in Datteln abgetrennt.